# Орлівка (Перекопський район)
Орлі́вка (до 1944 року — Бій-Орлю́к, крим. Biy Örlük) — село Перекопського району Автономної Республіки Крим.
Розташоване на заході району.
Відстань від райцентру до населеного пункта становить 46 кілометрів по прямій.

## Населення
За даними перепису 2001 року населення села становило 1130 осіб, з них 63,19 % зазначили рідною російську мову, 20,44 % — українську, 13,1 % — кримськотатарську, а 3,27 % — іншу.